# Zamek Fürstenau
Zamek Fürstenau (niem. Schloss Fürstenau) – zabytkowy zamek  w Michelstadt, w powiecie  Odenwald w Hesji (Niemcy).
W XIV w.arcybiskup Moguncji kazał wybudować zamek, aby chronić klasztor Steinbach  przed atakami ze strony Palatynatu. W latach 1548-1605 obiekt został przebudowany w stylu renesansowym. Zbudowano wówczas ozdobny łuk bramny i młyn. Obok zamku znajduje się pałac z XVIII w., wybudowany w stylu neoklasycystycznym i wozownia z lat 1764–1766. Kompleks zamieszkiwany był przez rodzinę von Erbach-Fürstenaus. Trzecią żoną Jerzego III Erbacha (1548–1605) była  Dorothea Reuß zu Obergreiz (1566–1591).

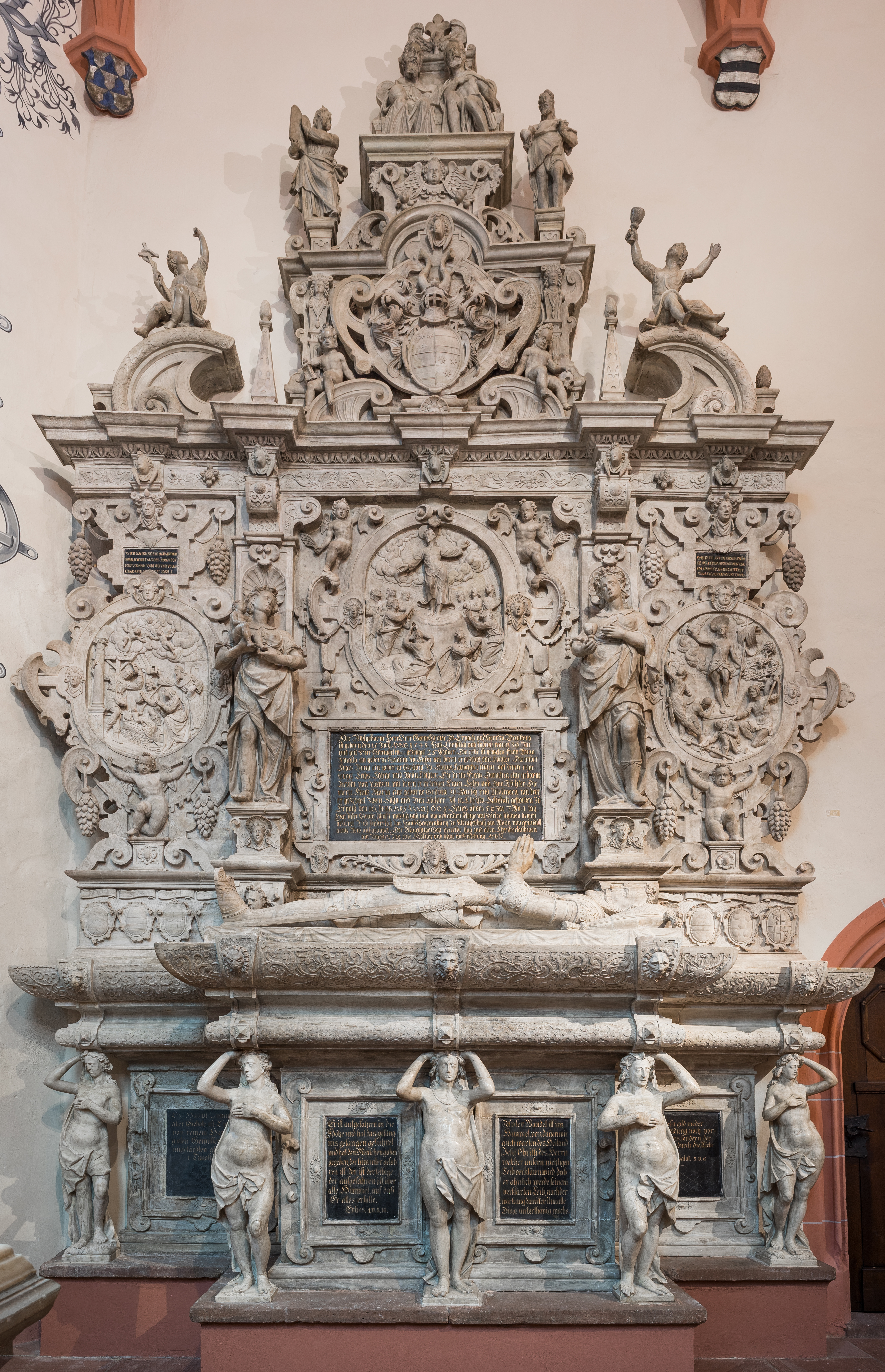
Grób Jerzego III. Kościół w Michelstadt(inne języki)
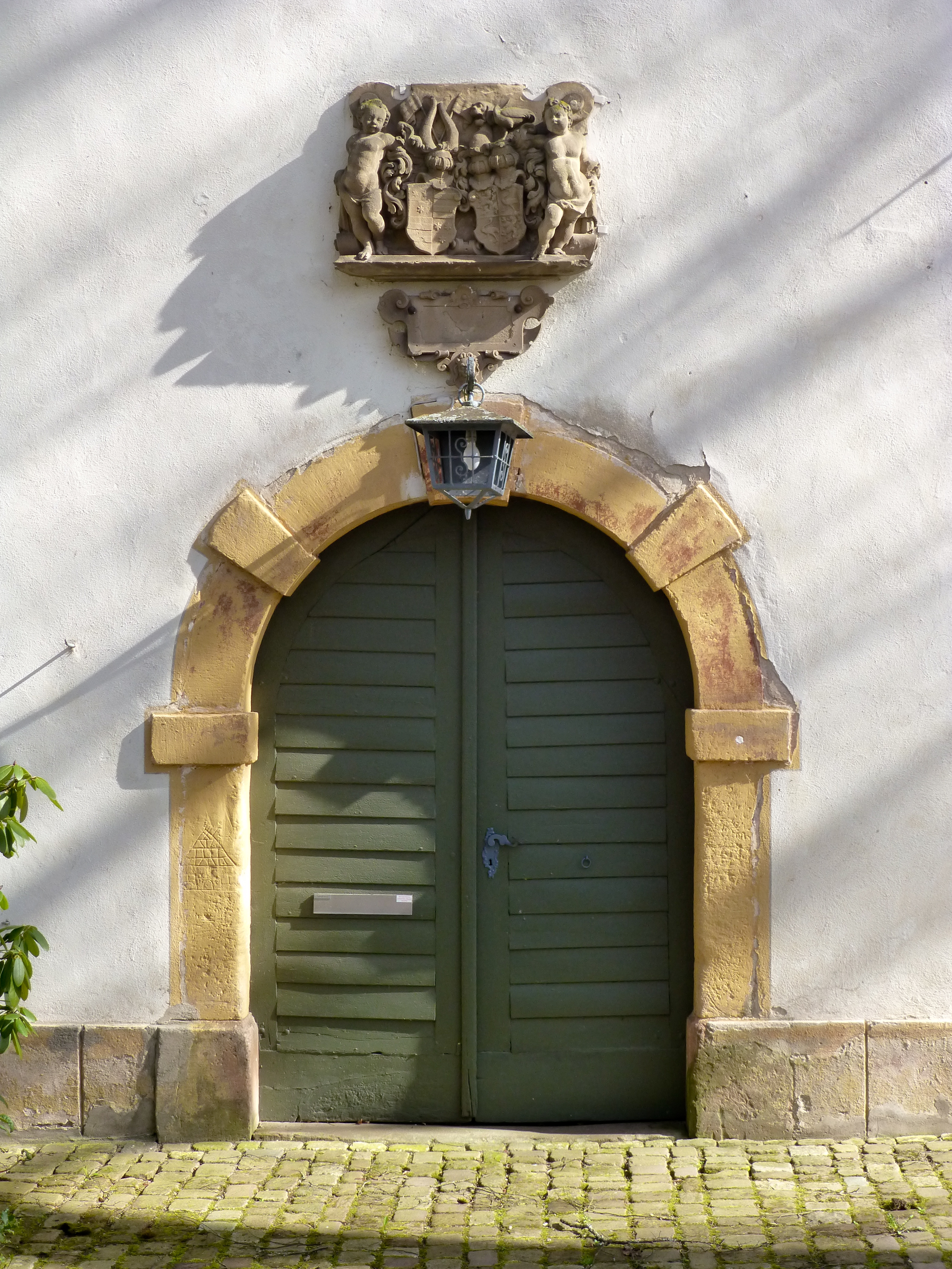
Portal z herbami Erbach i Reuss
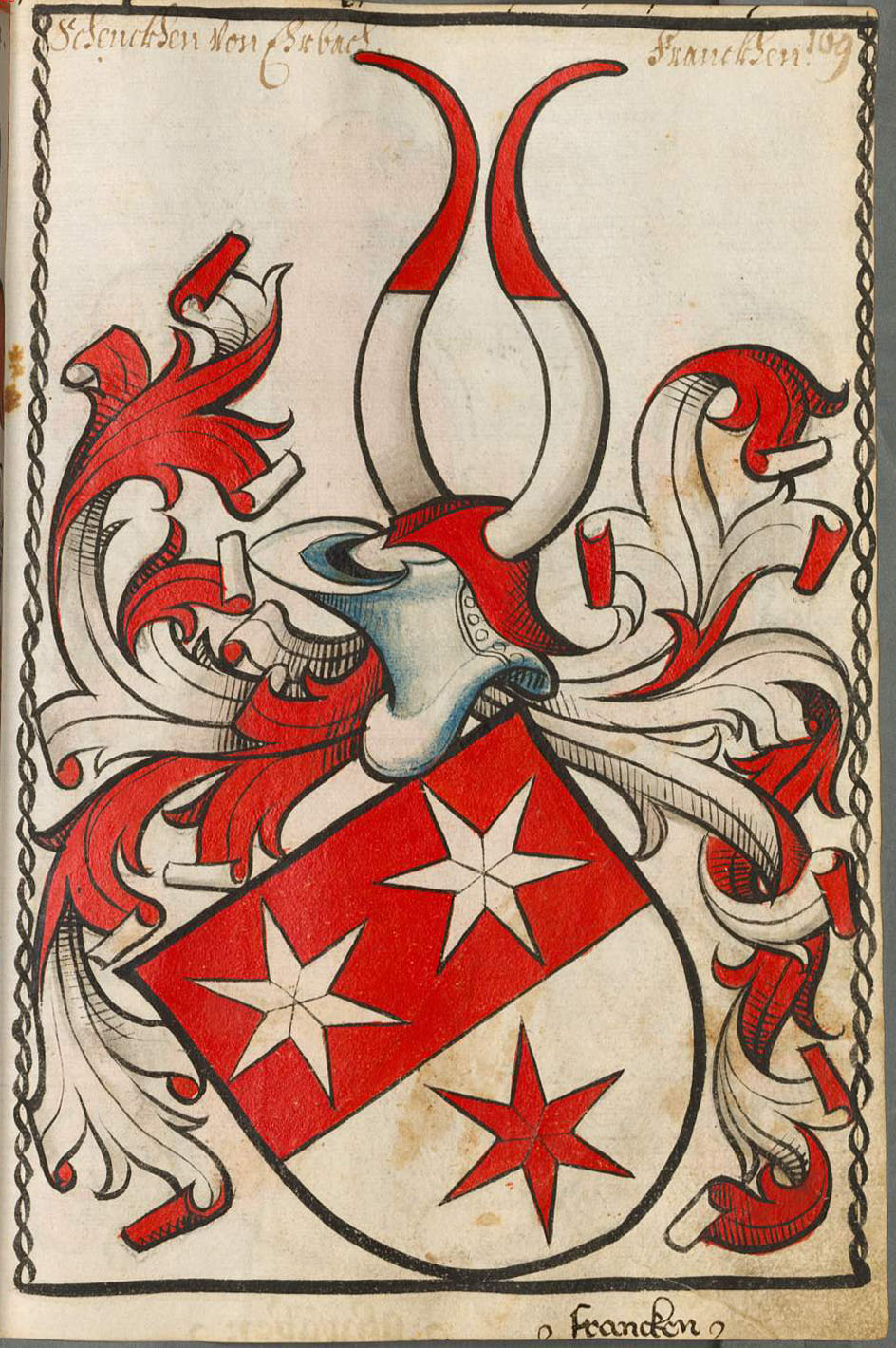
Herb von Erbach
Herb von Reuss
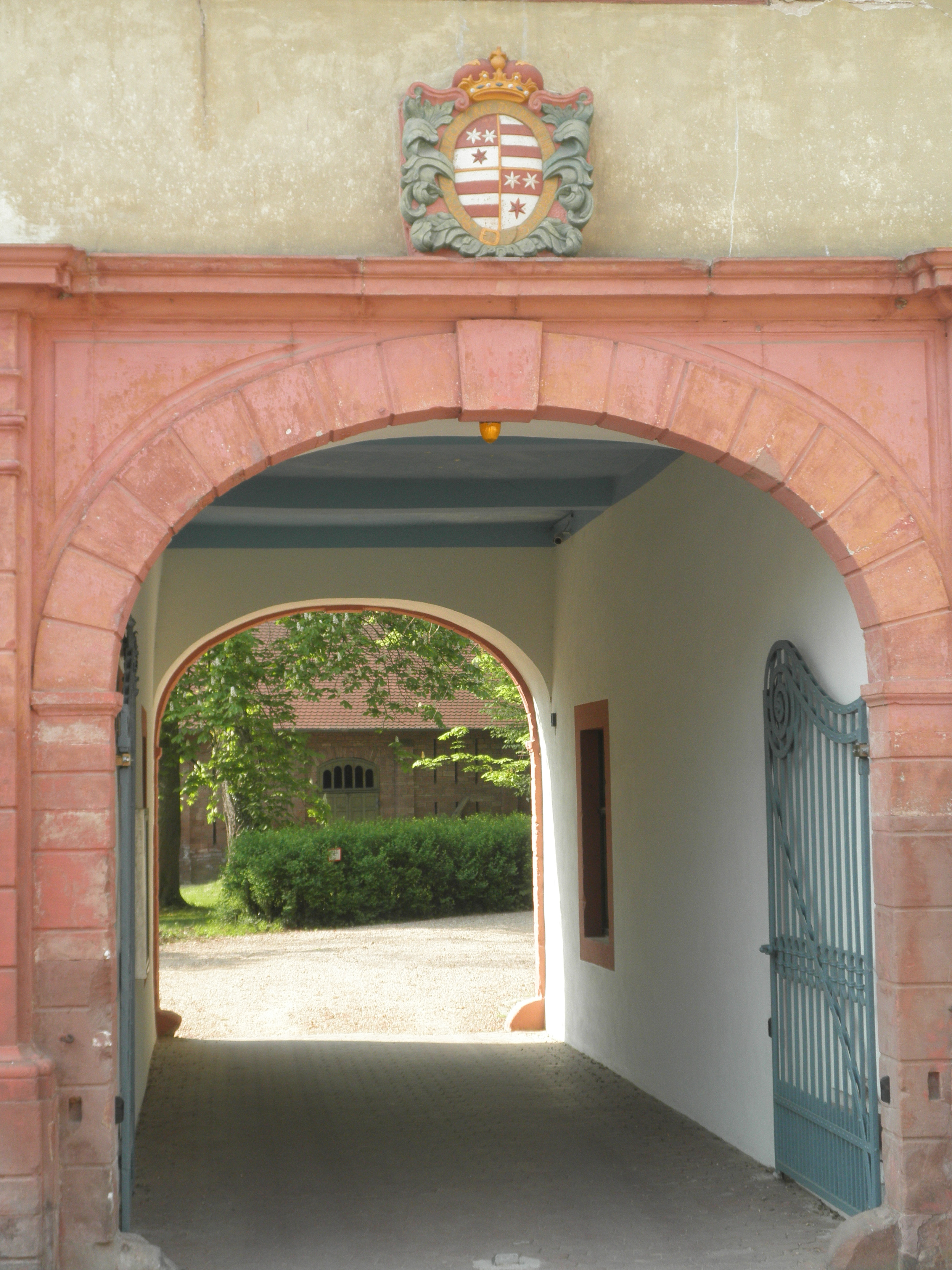
Brama z herbem von Erbach
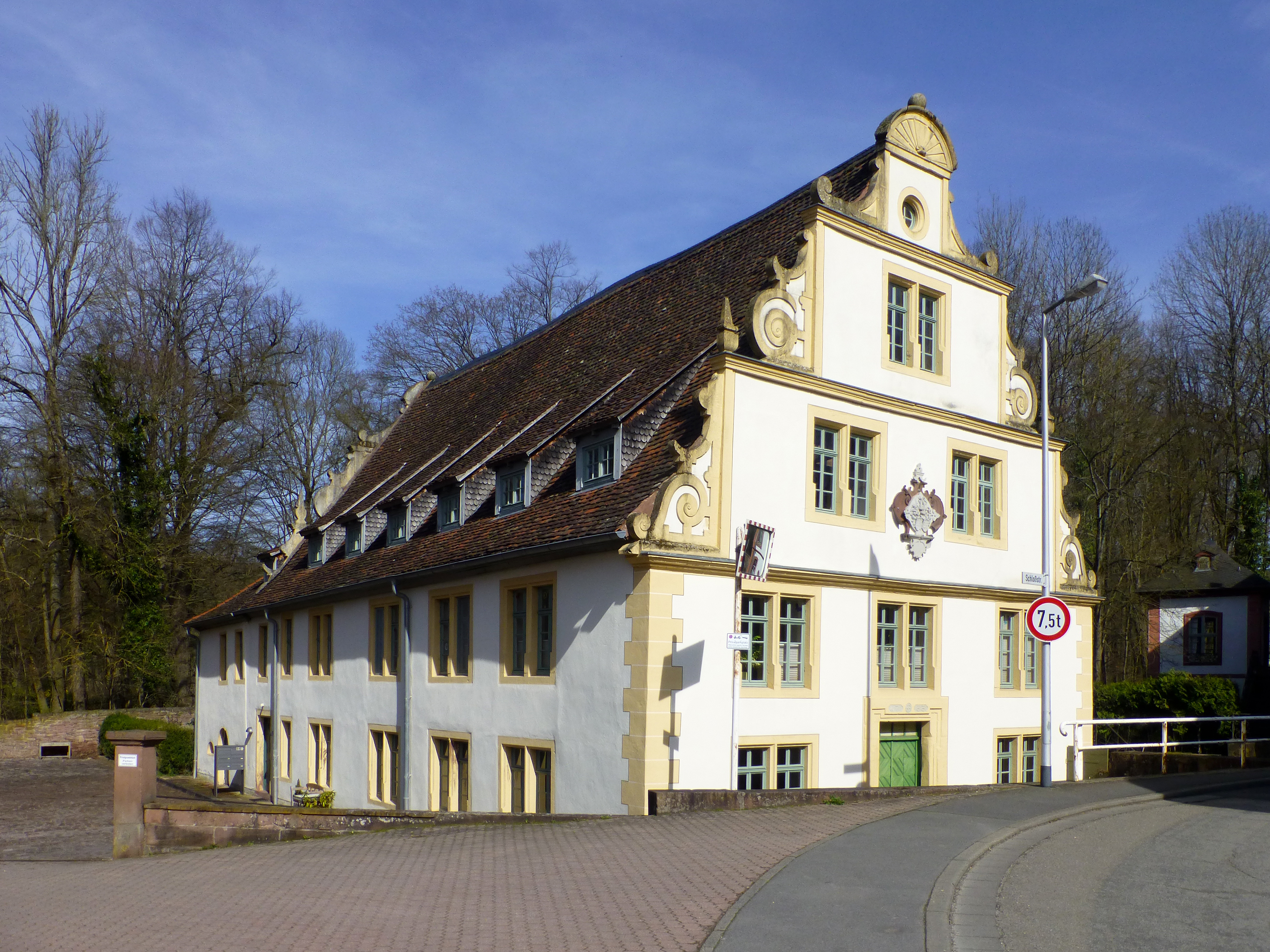
Młyn z herbami Erbach i Reuss
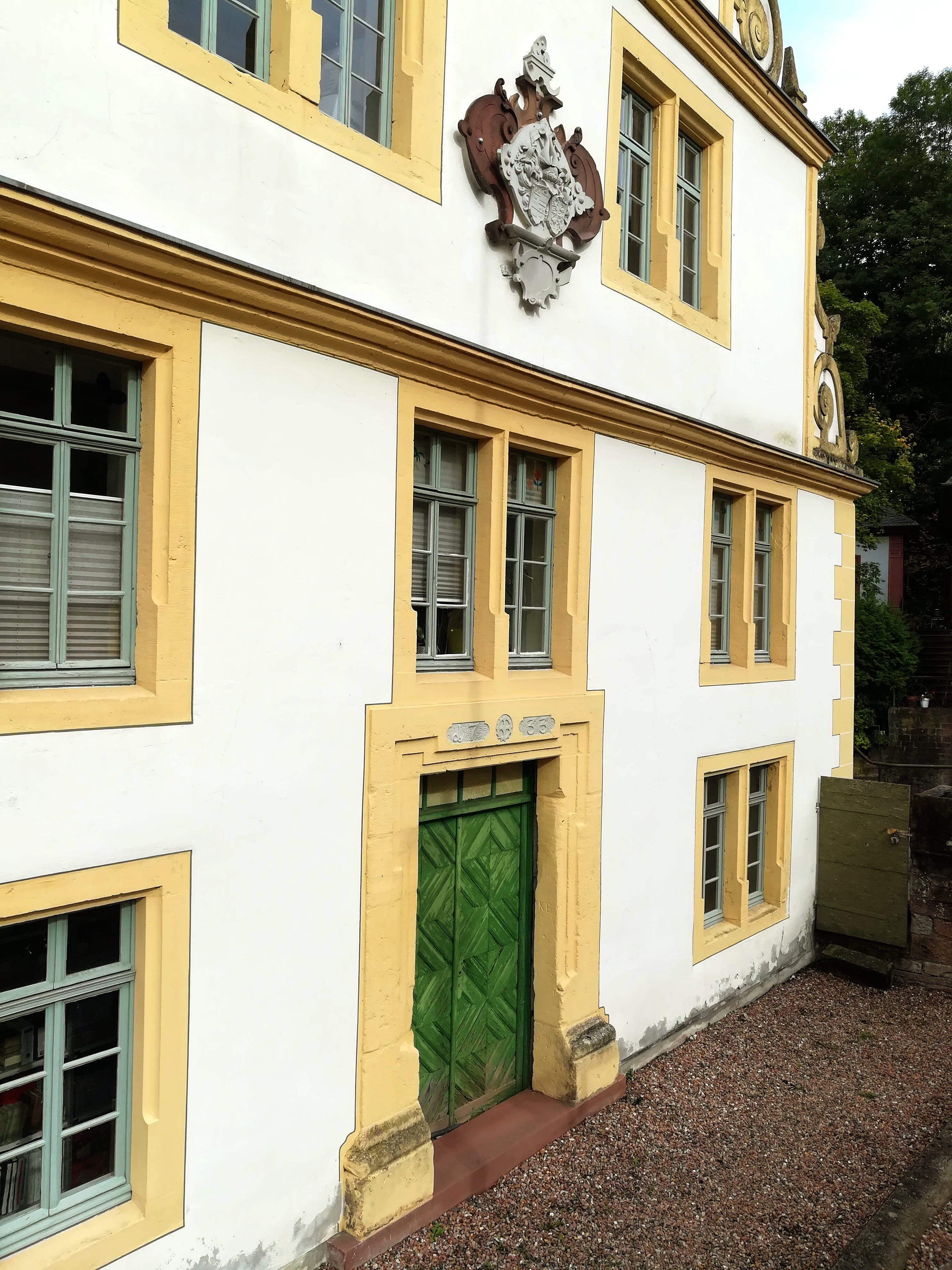
Ściana z herbami Erbach i Reuss